# Perbo (Kerkap)
Perbo is een bestuurslaag in het regentschap Bengkulu Utara van de provincie Bengkulu, Indonesië. Perbo telt 657 inwoners (volkstelling 2010).